# Златен стандарт
Златният стандарт е паричен стандарт, при който стойността на парите съответства на дадено количество злато. При златния стандарт парите са или монети, съдържащи определено количество злато, или банкноти, за които се гарантира замяната им със злато, в идеалния случай в предварително определено количество. Паричните единици, използващи златен стандарт, имат постоянен обменен курс една спрямо друга.
Златото се търгува на международните финансови пазари, като цената му се определя в щатски долари подобно на нефта и варира според световните кризи и пазарните фактори.

## История
Златният стандарт е въведен за първи път през 1717 г. от Исак Нютон, тогава началник на английския монетен двор. Още през 1774 г. Великобритания де факто притежава златна валута, тъй като златните монети са законно платежно средство, а сребърните са приемани да разплащане само в размер до 25 лири. Следваща стъпка е закон от юни 1816 г. след Наполеоновите войни, който допуска единствено златото като законно платежно средство и ограничава приемането на оборотни монети до 2 лири. В последна сметка през 1821 г. е възстановено премахнатото заради войната задължение на Английската банка да обменя банкноти срещу злато и така се установява валутна конвертируемост и златен стандарт.
Със златната си валута Великобритания е изключително явление за Европа чак до 70-те години на 19 век. Повечето държави притежавали сребърни пари, а Франция – двойна валута от злато и сребро. Тази френска валута е създадена по време на Наполеоновата монетна реформа от 1803 г. и е свързана с въведената десетична система на франк и сантим. Един френски франк се равнявал на 0,29 g злато или 4,5 g сребро. По този начин съотношението злато към сребро е 1:15,5 и остава такова във Франция до 1928 г. Сечени били сребърни монети по пет, два, половин и четвърт франк и златни монети от 20 франка (наполеони) и 40 франка. Тази френска биметална валутна система е възприета по-късно от Белгия, Швейцария и Италия, а след това е разпространена в рамките на по-късно създадения Латински валутен съюз (1865 г.). В рамките на Парижкото световно изложение от 1867 г. е свикана международна валутна конференция, на която се разискват въпросите за златния и сребърния стандарт.
В държавите от Германския съюз господства сребърната валута, като се секат най-разнообразни проби и деноминации, но с постепенното установяване на митнически съюзи валутите постепенно се уеднаквяват.
През 70-те години на 19 век цената на среброто намалява значително вследствие на нарасналото производство и европейските държави започват една по една да преминават към златния стандарт. Първа е Германия през 1873 г. Следва Нидерландия и скандинавските страни, обединени в свой валутен съюз. Франция и страните от Латинския съюз се съпротивляват известно време, но през 1878 прекратяват сеченето на сребърни монети. Австро-Унгария и Русия преминават към златна валута през 1890 г..
В САЩ се правят опити да се задържи съществуващият сребърен стандарт или да се премине към биметализъм, но в крайна сметка през 1900 г. е приет Закон за златния стандарт (на английски: Gold Standard Act). Президент по това време е Уилям Маккинли, който е привърженик на протекционизма. Законът фиксира стойността на долара на 25 8⁄10 грана злато с чистота 90%, еквивалентно на 23,22 грана (1,5046 g) чисто злато.
През 19 век почти целият свят използва златния стандарт, а само отделни държави – например Мексико и Китай – продължават да използват сребърния.
Златният стандарт изиграва известна роля за стабилизирането на валутите преди Първата световна война, поради факта че доверието в конвертируемостта на пари срещу злато дотогава никога не е било подлагано сериозно на съмнение. Но в началото на 20 век всеобщият панически стремеж към злато далеч надхвърля златните резерви и международният златен стандарт се срива. Настъпват тежките години на Голямата депресия. За да се справят с последиците от нея, през януари 1934 г. САЩ приемат и съкращават златното съдържание на долара от 25,8 до 15 5/21 грана (Закон за златния резерв), с което официалната цена на златото се фиксира на 35 долара за унция. С други думи, доларът е девалвиран с 41%.

## Международен златен стандарт
Международен златен стандарт e възможен единствено, ако поредица държави спазват следните правила:
- безпрепятствена конвертируемост на парите в злато или в сребро;
- безпрепятствен внос и износ на злато;
- твърди предписания, обвързващи паричната маса на една страна с нейния златен резерв.

## Предимства на златния стандарт
Според класическата теория на Дейвид Хюм и Давид Рикардо предимството на златния стандарт е т.нар. „автоматизъм на златото“, който задържа стабилно състоянието на международните обменни курсове на валутите. Ако курсът на една валута се покачи в сравнение с друга над производствените разходи за експедицията на злато (транспорт и застраховки), златото се придвижва от страната с по-слаба валута към тази с по-силна. Изтичането на злато намалява резервите, ограничава банкнотите в обращение, покачва лихвите и в последна сметка намалява цените в първата страна, докато притокът на злато към втората страна разгръща банкнотооборота, снижава лихвите и по този начин облагодетелства покачването на цените. При достигане на тази точка златният поток се обръща към страната с по-високи лихви и по-голямо търсене на злато. Платежният баланс се изравнява, а обменният валутен курс се стабилизира. Това са теоретични положения, но в практиката централните банки не се придържат толкова стриктно към правилата на играта и се опитват да ограничат изтичането на злато.

Нито една държава, нито една банка не е имала неограничена власт да издава пари, без да злоупотреби с тази власт; ето защо във всяка държава издаването на книжни пари трябва да се намира под някаква форма на контрол; и нито една форма на контрол не е толкова надеждна, колкото да бъдат задължени институциите, издаващи книжни пари, при поискване да ги обменят в злато или златни монети
—Давид Рикардо, 

## В България
При въвеждането на лева през 1880 г. България възприема първоначално биметалния стандарт на Латинския монетен съюз. През 1887 година всички чужди монети са заменени с български. Първите опити за печатане на книжни пари са посрещнати с недоверие от населението и дори се преминава към сребърен стандарт за банкнотите по време на финансовата криза от 1899 – 1902 г. През 1912 г. във връзка с Балканската война са изоставени изцяло опитите за въвеждане на златен стандарт и се преминава към книжен стандарт. Едва след войните през 1925 – 1929 г. наред със стабилизационната програма за стопанството се прави и опит за въвеждане на пълна конвертируемост на лева, но с настъпването на Голямата депресия през 1930-те години златният стандарт е отменен навсякъде.